# Lux Pascal
Pour les articles homonymes, voir Balmaceda et Pascal.
Lux Pascal (Comté d'Orange, Californie, 4 juin 1992) est une actrice chilo-américaine de théâtre, cinéma et télévision. Elle est la sœur de l'acteur Pedro Pascal.

## Biographie
Lux Pascal naît le 4 juin 1992 dans le Comté d'Orange aux États-Unis de parents chiliens José Balmaceda et Verónica Pascal. Ses parents se sont exilés du Chili après le coup d'état de 1973, sa mère étant la cousine d'Andrés Pascal Allende, dirigeant du Mouvement de la gauche révolutionnaire. Lux Pascal est la benjamine d'une fratrie de quatre : sa sœur et ses frères sont Javiera Balmaceda, Pedro Pascal et Nicolás,. Alors que Lux Pascal est âgée de trois ans, ses parents retournent au Chili, avec Lux et son frère Nicolás.
Au Chili elle étudie au Saint George's College, et en 2010 elle entre à l'université pontificale catholique du Chili pour y étudier le théâtre. En 2019, elle est sélectionnée parmi deux mille candidats pour faire un magister de 4 ans à la Juilliard School, aux États-Unis.
En février 2021, elle déclare être une femme transgenre et change son nom en Lux Pascal, en prenant le nom de sa mère,.
Depuis 2011, elle est en couple avec l'acteur José Antonio Raffo.

## Carrière
En 2014, alors qu'elle est en quatrième année de théâtre, elle tient le rôle principal dans l’œuvre La noche obstinada, du chorégraphe argentin Pablo Rotemberg. La même année elle fait ses débuts à la télévision, en rejoignant le casting de la série Los 80, diffusée par Canal 13, où elle interprète le rôle d'Axel Miller. En 2015, elle est la co-protagoniste de la série télévisée de TVN Juana Brava, et l'année suivante, elle joue dans le feuilleton Veinteañero a los 40 de Canal 13. Fin 2016, elle commence à jouer au cinéma, dans Prueba de actitud, de Fabrizio Copano et Augusto Matte.
En 2017, elle fait sa première apparition dans une série internationale, en interprétant le personnage d'Elías dans la troisième saison de la série Narcos, de Netflix, où elle partage l'écran avec son frère Pedro. Toujours en 2017, elle joue dans la pièce de théâtre Tebas Land, écrite par Sergio Blanc, sous la direction de Lucía de la Maza,.
En 2019, elle prend part à trois productions cinématographiques chiliennes : No quiero ser tu hermano, de Sebastián Badilla, Ella es Cristina, de Gonzalo Maza, et Le prince, de Sebastián Muñoz. Elle tient également le rôle principal dans la pièce de théâtre Kassandra, monologue d'une femme trans, écrite par Sergio Blanc et où elle joue sous la direction de Soledad Gaspar. Par ailleurs elle joue dans la série Amor a la Catalán, où elle est ensuite remplacée par Francisco Dañobeitía lorsqu'elle part étudier à New York.

## Théâtre
- 2014 : La noche obstinada
- 2017 : Tebas Land
- 2019 : Kassandra

## Filmographie

### Cinéma
- 2011 : Baby Shower
- 2014 : Los 80
- 2015 : Juana Brava
- 2016 : Veinteañero a los 40
- 2016 : Prueba de actitud
- 2017 : Narcos
- 2017 : 12 días que estremecieron Chile
- 2018 : Santiago Paranormal
- 2019 : No quiero ser tu hermano
- 2019 : Ella es Cristina
- 2019 : Le Prince

### Télévision
- 2019 : Amor a la Catalán
- 2019 : Invisible Heroes
- 2020 : La Meute

## Prix et distinctions
En 2021, elle est nommée dans la catégorie Meilleur second rôle pour Ella es Cristina.